# Eutrichota nigriscens
Eutrichota nigriscens este o specie de muște din genul Eutrichota, familia Anthomyiidae. A fost descrisă pentru prima dată de Fan și Qian în anul 1982. Conform Catalogue of Life specia Eutrichota nigriscens nu are subspecii cunoscute.